# Evolutionary Biology
Evolutionary Biology — міжнародний науковий журнал, спеціалізований з еволюційної біології.